# أشلي مودي
أشلي بروك مودي (بالإنجليزية: Ashley Brooke Moody) هي سياسية ومحامية أمريكية من الحزب الجمهوري ولدت في يوم 28 مارس 1975 في بلدة بلانت سيتي في ولاية فلوريدا. أكملت دراسة الحساب في جامعة فلوريدا وثم درست القانون الدولي في جامعة ستيتسون وحصلت على شهادة الأستاذية وثم حصلت على شهادة الدكتوراه جامعة فلوريدا. انتخبت لتكون المدعية العامة للوولاية في سنة 2018 وبدأت مهامها في سنة 2019 بعد أن خلفت بام بوندي.